# Albizia guachapele
El guachapele de Guayaquil, iguá, naumo o tabaca (Albizia guachapele) (Frijolillo en Honduras) es un árbol de la familia de las fabáceas o legumminosae.

## Descripción
Un árbol con ramificación dicotómica, aparasolada. Fuste hasta la primera rama 5 o más m. Ritidoma de color blanquecino carmelita, escamoso, que se desprende en forma de placas o láminas. Hojas paripinnadas, bipinnadas; raquis de 17 cm. l., con 5-6 pares de raquillas opuestas o alternas, de 10 cm.l.; folíolos en número de 7 pares, oblongos, asimétricos, los dos terminales espatulados, verde claros, de 4 cm. l. x 1,5 de ancho. Flores filamentosas, blanco amarillentas. Fruto, vaina aplanada, apiculada, de unos 15 l. x 2,7 cm de ancho.

## Distribución y hábitat
En Latinoamérica en Colombia, Bolivia, Ecuador, Panamá, Nicaragua, Honduras.

## Taxonomía
Sinonimia
- Acacia guachapele Kunth
- Albizia longepedata (Pittier) Britton & Rose ex Record
- Lysiloma guachapele (Kunth) Benth.
- Pithecellobium guachapele (Kunth) J.F. Macbr.
- Pithecellobium guachapele (Kunth) R.S. Cowan
- Pithecellobium longepedatum Pittier
- Pithecellobium samaningua (Pittier) J.F. Macbr.
- Pseudosamanea guachapele (Kunth) Harms
- Samanea samaningua Pittier[2]

## Importancia económica y cultural
Usos
La madera de fribra dura y trabada es especial para usos que demanden gran resistencia, como polines o traviesas de ferrocarril, pilones, puertas de golpe, corrales para ganado, construcciones, postes para cerca, carrocerías; también para ebanistería y carpintería en general; resiste el ataque del comején y la carcoma.
Sus hojas normalmente se utilizan para forraje de ganado de alta calidad con un 24% de proteína